# Caverna de Hualong
Caverna de Hualong (chinês tradicional: 華龍, chinês simplificado: 华龙, pinyin: huálóng dòng, lit. ‘caverna de dragão florido/elegante’)  é uma caverna e um sítio arqueológico  na vila de Pangwang no condado de Dongzhi, província de Anhui, China, e situada na margem sul de Yangtze.

## Fóssil animal
Mais de 40 espécies de fósseis de mamíferos foram descobertos na caverna de Hualong.

## Fóssil humano

### Homem de dongzhi
Popularizado como o homem de dongzhi, um fóssil humano descrito em 2014 da caverna de Hualong é considerado um dos espécimes de Homo erectus mais bem preservados.

### Homo sapiens arcaico
Em 2019, foi anunciada uma descoberta de 16 fósseis humanos que foram estimados em cerca de 300.000 (275.000-331.000) anos de idade.